# Bryan Urueña
Bryan Eduardo Urueña Díaz, mais conhecido como Bryan Urueña (Villavicencio, 31 de outubro de 1992), é um futebolista colombiano que atua como meia e volante. Atualmente joga pelo Avaí.

## Carreira
Urueña estreou na temporada de 2011 com o Universitario Popayan na Segunda Divisão Colombiana. Ainda em 2011 ele foi contratado pelo Deportes Quindío mas, após apenas seis meses, voltou ao Popayan, onde ele ficaria por mais um ano. No segundo semestre de 2013, assinou com o Llaneros de sua cidade natal e aonde apresentou um bom futebol e ficou muito perto de alcançar a final com a equipe em 2014. No ano seguinte seguiu para o Atlético Huila, embora apenas tenha jogado apenas 2 jogos no semestre. Em julho de 2014 foi para o América de Cali aonde atuou em 77 partidas e marcou 12 gols.
No ano de 2017 Urueña teve sua primeira experiência internacional. Após permanecer por um tempo em testes no Avaí Futebol Clube do Brasil, o treinador do time Claudinei Oliveira decidiu por contratar o jogador para a sequência da Série A do Campeonato Brasileiro.